# Prinsbisdom Genève
Het prinsbisdom Genève was een tot de Boven-Rijnse Kreits behorend prinsbisdom binnen het Heilige Roomse Rijk

## Geschiedenis

### Voorgeschiedenis
Omstreeks 400 wordt er een bisschop van Genève vermeld. Het bisdom behoorde tot de kerprovincie Vienne. In 443 herstichten de Bourgondiërs in de streek rond Genève hun "koninkrijk der Bourgondiërs". In 534 werd het rijk veroverd door de Franken en ging het koninkrijk der Bourgondiërs op in het Frankische Rijk.
Na het verval van het Karolingische Rijk kwam Genève in het zogeheten gebied "Transjuranië" te liggen om vervolgens in 933 in het zwakke koninkrijk Arelat opgenomen te worden. Dit koninkrijk werd in 1032 met het Heilige Roomse Rijk verbonden. Sindsdien gold de bisschop als rijksvorst.

### Binnen het Heilige Roomse Rijk
In 1156 verleende keizer Frederik I de voogdij over het bisdom (die tot dan aan de graven van Genève behoorde) aan de hertog van Zähringen. De hertogen van Zähringen beperkten de rechten van de bisschop.
In de 12e en 13e eeuw gelukte het de bisschop de stad in zijn macht te krijgen ten koste van het graafschap Genève. In de tweede helft van de 13e eeuw vormde het hertogdom Savoye een bedreiging voor het prinsbisdom.
Toen keizer Karel IV de hertog van Savoye in 1365 tot rijksvicaris had benoemd, werd de band van de bisschop met het rijk verzwakt. 
In 1387 moest de bisschop de stad een aantal vrijheden toestaan. Vanaf 1525 werd in de stad de Reformatie ingevoerd. Het verbond dat de stad in 1526 sloot met Fribourg en Bern bracht haar de volledige onafhankelijkeid. Omdat de (laatste) prins-bisschop, Pierre de la Baume, zijn rechten op de stad in 1533 wilde overdragen aan het hertogdom Savoye werd hij uit de stad verdreven. De la Baume vestigde zich in Annecy. Hierdoor verloor de laatste prins-bisschop zijn zetel in de Rijksdag.
Het bisdom bleef bestaan tot 1801.